# Тригранка
Тригранка, або дрейсена (Dreissena) — рід двостулкових молюсків родини тригранкових (Dreissenidae). Невеликих розмірів, до 3,5 — 4 см завдовжки, з дуже характерним тригранним обрисом черепашки, за що й дістала назву тригранка. Дорослі дрейсени провадять прикріплений спосіб життя. Вони виділяють речовину, що перетворюється у воді на міцні нитки, так звані бісуси, якими дрейсени прикріплюються до підводних предметів. Особливо сильно розвинулось поселення тригранки річкової (Dreissena polymiorpha) на великих водосховищах Дніпра, де ними обростають залишки затоплених дерев, кущів, а також гідротехнічні споруди, труби, захисні ґрати. Інакше відбувається у дрейсени і розвиток потомства: з яєць виходять дрібні вільноплаваючі личинки, що пересуваються за допомогою війок і прикріплюються до субстрату.

## Види
Містить такі види та підвиди:
- Dreissena polymorpha — тригранка річкова
  - Dreissena polymorpha polymorpha
  - Dreissena polymorpha andrusovi
- Dreissena bugensis — тригранка бузька
- Dreissena rostiformis
  - Dreissena rostriformis compressa
  - Dreissena rostriformis distincta
  - Dreissena rostriformis grimmi
  - Dreissena rostriformis pontocaspica
- Dreissena stankovici
- Dreissena caspia caspia — тригранка каспійська
- Dreissena elata elata